# Тегистик (Темирбекский сельский округ)
Тегисти́к (каз. Тегістік) — село в Байзакском районе Жамбылской области Казахстана, административный центр Темирбекского сельского округа. Код КАТО — 313649100.

## География
Село расположено в северо-западной части Байзакского района, на левом берегу реки Талас, в 35 километрах к северу от районного центра, села Сарыкемер, и в 46 километрах к северу от областного центра, города Тараз. Ближайшая железнодорожная станция Шайкорык — расположена в 43 километрах к югу от села (по дороге — 55 км). Соседние населённые пункты: Сарыбарак в 3 километрах к северу, Кенес в 14 километрах к югу. Транспортное сообщение осуществляется по автодороге КН-7 (Тараз — Ойык). Высота центра населённого пункта — 445 метров над уровнем моря.

### Этимология
Название села с казахского языка означает «ровная гладкая местность».

## Население
| Численность населения | Численность населения | Численность населения |
| 1989                  | 1999                  | 2009                  |
| --------------------- | --------------------- | --------------------- |
| 895                   | ↘860                  | ↘738                  |